# 태평양천문학회 간행물
태평양천문학회 간행물은 태평양천문학회에서 발행하는 간행물로, 천문학에 대한 연구자료를 담고 있다.

## 설명
태평양천문학회의 간행물(참고 문헌 및 문헌에서 종종 PASP로 약칭된다.)은 태평양천문학회에서 관리하는 월간 동료 평가 과학 저널이다. 천문학과 천체물리학 분야의 연구 및 검토 논문, 계측 논문, 논문 요약을 발표한다. 1999년부터 2016년까지 시카고 대학교 출판부에서 출판하였고 2016년부터는 IOP 출판부에서 출판하고 있다. 현재 미국국립전파천문대의 제프 망검 편집장이다. 태평양천문학회 간행물은 1899년부터 매달 발간되고 있으며 천체물리학 저널, 천문학 저널, 아스트로노미 & 아스트로피직스, 그리고 왕립천문학회 월간 공지와 함께 천문학 연구의 발간을 위한 주요 저널들 중에 하나이다.

## 같이 보기
- 천문학
- 태평양천문학회